# Harnos Zsolt
Harnos Zsolt (Budapest, 1941. március 27. – 2009. április 10.) Széchenyi-díjas egyetemi tanár, a Magyar Tudományos Akadémia rendes tagja, a Budapesti Corvinus Egyetem rektorhelyettese, a biomatematika, alkalmazott ökológia, és klímakutatás kiemelkedő hatású művelője.

## Életpályája
Középiskolai tanulmányait a Szabó József Geológiai Technikumban végezte. Két év geológus technikusi tevékenység után 1961-ben került be az ELTE Természettudományi Kar (ELTE-TTK) matematikus szakára, ami Rényi Alfréd kezdeményezésére abban az évben indult. Harmadéves korától az ELTE Analízis II. tanszéken dolgozott, (előadásokat tartott, ill. gyakorlatokat vezetett), e mellett az MTA Számítástechnikai Központjában folyó munkában is részt vett.
Végzettsége okleveles matematikus (ELTE TTK). 1976-ban az ELTE-n szerzett doktori címet, 1978-ban nyerte el a matematikai tudományok kandidátusa, 1985-ben a tudományok doktora fokozatot. 1995-ben a Magyar Tudományos Akadémia levező tagjává, 2001-ben rendes taggá választotta.
1987-től a KÉE (később SzIE, majd BCE) Matematika és Informatika Tanszék tanszékvezető egyetemi tanára, 2000-től a SzIE majd a BCE tudományos rektorhelyettese. A Szent István Egyetem (majd a Budapesti Corvinus Egyetem) Doktori Tanácsának elnöke, a Habilitációs Bizottság ügyvezető elnöke (2002-től elnöke), az Alkalmazott Matematikai és Informatikai Műhely vezetője. A Tájépítészet és Döntéstámogató Rendszerek Doktori Iskola vezetője. Az Applied Ecology and Environmental Research c. nemzetközi tudományos folyóirat szerkesztőbizottságának tiszteletbeli elnöke.

## Kutatási területe
Munkássága alapvetően három témakörre bontható:
- elméleti matematika,
- mezőgazdasági, környezeti rendszerek elemzése, modellezése,
- agrárfelsőoktatás, agrárinformatika.

Elméleti matematikai munkássága a funkcionálanalízishez, s azon belül a differenciál számítás, illetve annak a parciálisan rendezett topologikus vektorterekben történő alkalmazásaihoz, – optimum létezésének szükséges és elégséges feltételei – kapcsolódtak. E témakörből több dolgozata jelent meg, s egyetemi doktori majd kandidátusi disszertációját is e témakörből írta.
Alkalmazott matematikai kutatásai: rendszerelemzés (agroökológiai, környezet rendszerek vizsgálata) agrárinformatika, biomatematika, ökológiai-, mezőgazdasági folyamatok értékelése, matematikai modellezés, ökológiai alapú tervezés, sztochasztikus folyamatok elemzése, kockázatanalízis.
Az utóbbi években fő kutatási területe a klímaváltozás európai és hazai hatásainak komplex elemzése, a lehetséges adaptációs stratégiák kidolgozása. Ezzel kapcsolatban több hazai és nemzetközi projekt kezdeményezője, elindítója, irányítója illetve aktív résztvevője.

## Fontosabb szakmai megbízatásai
- MTA Operációkutatási Bizottság tagja,
- MTA Biometriai-Biomatematikai Bizottság elnöke,
- Magyar Operációkutatási Társaság (1996-1998 elnök, 1998-2001 alelnök),
- IFORS (International Federation of Operation Research Societies) magyar képviselője (1993-tól), az
- IBS (International Biometrical Societies) Magyar Régió elnöke (1994-1998 és 2002-től), az
- Országos Doktori és Habilitációs Tanács tagja,
- HUNGARNET elnökségi tagja,
- HUNINET elnökségi tagja,
- OTKA Bizottság tagja,
- Magyar Agrárinformatikai Szövetség (MAGISZ) elnökségi tagja

## Kitüntetései, díjai
- 2002-ben kutató és oktató munkája elismeréseként megkapta a Magyar Köztársasági Érdemrend tisztikeresztje kitüntetést
- 1999 és 2002 között Széchenyi Professzori Ösztöndíj-ban részesült.
- 2006-ban Széchenyi-díjjal tüntették ki.

## Külső hivatkozások
- Életrajza az MTA honlapján
- Budapesti Corvinus Egyetem
- SZIE újság
- VAHAVA program honlapja Archiválva 2006. április 12-i dátummal a Wayback Machine-ben
- Applied Ecology and Environmental Research
- MAGISZ
- Biometriai és Biomatematikai Konferencia